# كريس بيرغر
كريس بيرغر (بالهولندية: Chris Berger)‏ هو عداء سريع هولندي، ولد في 27 أبريل 1911 في أمستردام في هولندا، وتوفي بنفس المكان في 12 سبتمبر 1965.

## وصلات خارجية
- كريس بيرغر على موقع الاتحاد الدولي لألعاب القوى (الإنجليزية)
- كريس بيرغر على موقع الاتحاد الأوروبي لألعاب القوى (الإنجليزية)
- كريس بيرغر على موقع اللجنة الأولمبية الدولية (الإنجليزية)
- كريس بيرغر على موقع أوليمبيديا (الإنجليزية)